# 16191 Рубіро
16191 Рубіро (16191 Rubyroe) — астероїд головного поясу, відкритий 10 січня 2000 року.
Тіссеранів параметр щодо Юпітера — 3,490.